# Елльбеген
Елльбеген (нім. Ellbögen) —  громада округу Інсбрук-Ланд у землі Тіроль, Австрія.
Елльбеген лежить на висоті  1070 м над рівнем моря і займає площу  34,5 км². Громада налічує 1072 мешканців. 
Густота населення 31/км².  
|                                    |
| Елльбеген на мапі округу та землі. |

 Адреса управління громади: St. Peter 31, 6083 Ellbögen. 

## Демографія
Історична динаміка населення міста за даними сайту Statistik Austria

## Виноски
1. ↑  Dauersiedlungsraum der Gemeinden Politischen Bezirke und Bundesländer - Gebietsstand 1.1.2018 — Статистичне управління Австрії.
2. ↑  Einwohnerzahl 1.1.2018 nach Gemeinden mit Status, Gebietsstand 1.1.2018 — Статистичне управління Австрії.
3. ↑  www.ellboegen.at. Архів оригіналу за 27 лютого 2022. Процитовано 19 березня 2022.
4. ↑  Gemeindedaten von Ellbögen. Архів оригіналу за 25 квітня 2021. Процитовано 17 липня 2013.

| Австрія | Це незавершена стаття з географії Австрії. Ви можете допомогти проєкту, виправивши або дописавши її. |